# Same Heart
Same Heart – singel izraelskiej piosenkarki Mei Finegold napisany przez Ramiego Talmida i wydany w 2014 roku.
Utwór reprezentował Izrael podczas 59. Konkursu Piosenki Eurowizji organizowanego w Kopenhadze dzięki wygraniu w marcu specjalnego koncertu selekcyjnego, w trakcie którego telewidzowie wybrali konkursową propozycję dla wybranej wewnętrznie przez nadawcę Finegold. Singiel otrzymał 55% poparcia telewidzów i pokonał w głosowaniu dwie inne propozycje wykonane przez artystkę – „Be Proud” i „Nisheret iti”.
Przed występem w Konkursie Piosenki Eurowizji utwór był jednym z głównych faworytów fanów do zwycięstwa, zajął m.in. trzecie miejsce w corocznym głosowaniu członków Stowarzyszenia Miłośników Konkursu Piosenki Eurowizji. W maju utwór został zaprezentowany jako drugi w kolejności w drugim półfinale Konkursu Piosenki Eurowizji i zajął ostatecznie 14. miejsce otrzymując 19 punktów, przez co nie zakwalifikował się do stawki finałowej widowiska.

## Lista utworów
- CD singel (2014)[8]

1. „Same Heart” – 3:00